# Sándor Mátyás (televíziós sorozat)
A Sándor Mátyás 1979-ben készült hatrészes, színes magyar–olasz–francia–NSZK tévéfilmsorozat, amely Jules Verne azonos című regénye alapján készült. A regénynek már 1963-ban készült filmadaptációja francia–spanyol–olasz koprodukcióban (rendezte Georges Lampin), de az merőben elütött a regény eredeti koncepciójától – például a film végén sikerül a magyaroknak felkelést kirobbantaniuk az osztrák uralom ellen, holott az eredeti történet szerint idáig el sem jutnak és Sándor Mátyás mozgalmát a hatalom felszámolja. A sorozatot Olaszországban, Magyarországon és Jugoszláviában forgatták.

## Szereplők
A főbb szerepeket, Sándor Mátyásét leszámítva, külföldi, francia, olasz és német színészek játsszák, magyarok csak a mellékszerepekben tűnnek fel.
- Sándor Mátyás / Dr. Antekirtt - Bujtor István
- Torontál Simon - Claude Giraud (Bárány Frigyes)
- Torontálné - Monika Peitsch (Földessy Margit)
- Sárkány - Giuseppe Pambieri (Szersén Gyula)
- Báthory István - Amadeus August (Juhász Jácint)
- Szathmáry László - Ivan Desny (Szabó Ottó)
- Carlo Zirone - Biagio Pelligra (Gruber Hugó)
- Giuseppe Zirone - Markaly Gábor
- Báthoryné - Marie-Cristine Demarest (Földi Teri)
- Carpena - Saverio Marconi (Orosz István)
- Ferrato - Ilija Ivezić (Környei Oszkár)
- Rena - Jutta Speidel (Andai Györgyi)
- Száva - Sissy Höfferer (Kovács Nóra)
- Báthory Péter - Jacques Breuer (Kassai Károly)
- Pescade - Jean Paul Tribout (Szombathy Gyula)
- Matifou - Pierre Massieu (Vajda László)
- Namir - Papadimitriu Athina  (Menszátor Magdolna)
- Kapitány - Sárosi Gábor
- Mária - Giovanella Grifeo (Jani Ildikó)
- Rendőrfőnök - Claudio Biondi (Perlaki István)
- Lendeck - Prókay István
- Lendeckné - Medgyesi Mária
- Boros - Bende László (Szabó Imre)
- A gyermek Báthory Péter - Laux Ádám
- Csendőr - Szőke Pál
- Lujza - Helena Buljan (Faluhelyi Magda)

## Történet
|  | Alább a cselekmény részletei következnek! |

- 1. rész:

A történet 1859-ben kezdődik. Sándor Mátyás erdélyi gróf ekkor látja elérkezettnek az időt arra, hogy Magyarországon ismét fegyveres harc robbanjon ki az ország függetlenségéért. Az összeesküvésben társai: Báthory István és Szathmáry László grófok. A bécsi udvar tudomást szerez a tevékenységükről, bizonyíték még nem áll rendelkezésükre. Ezért elhatározzák, hogy megszabadulnak Sándor gróftól. Merénylet elkövetésére felbérelnek két bűnözőt, Carlo Zirone-t és testvérét, de ők célt tévesztenek. Nem Sándor Mátyás grófot, hanem feleségét robbantják fel, aki meghal. A merénylet elkövetői közül Giuseppe Zironét fogják el, és demonstratíve kivégzik, ezzel is elterelve a bécsi udvarról a gyanút. Sárkány, a kalandor megkeresi Torontált, akinek segítséget nyújtott egy múltbéli kétes gazdasági ügyben. Most ő szorul segítségre, de Torontál elutasítja. Sárkány a Torontál Bankházból kifelé menet az utcán összefut régi barátjával Carlo Zironéval. Zironét Sárkány meghívja vacsorázni, aki elmondja, hogy öccse halálának bosszúja vezérelte Triesztbe, ugyanis itt van Sándor Mátyás gróf. Sárkány érdeklődését felkelti, hogy a hatalmas vagyonnal rendelkező Sándor Mátyást miért akarta az osztrák rendőrség megöletni. A gróf nagy vagyonának megszerzése érdekében Sárkány semmitől sem riad vissza, aljas terven gondolkodik. Torontál bankja a csőd szélén áll, és nagy kísértésnek van kitéve Sándor Mátyás kétmillió forintot érő letétének megszerzésére.  
- 2. rész:

Sárkány figyelni kezdi Sándor Mátyás ismeretségi körébe tartozó Báthory és Szathmáry grófokat. Az utcán feltartóztatják Báthory gróf fiát és érdeklődnek szüleik, illetve Sándor Mátyás felől. Sárkánynak feltűnik, hogy Báthory gróf padlására rendszeresen postagalambok érkeznek. Sárkány és barátja Carlo Zirone elfog egy galambot, melynek lábára erősített rejtjeles üzenetet találnak. A betűkombinációt Sárkány leírja, majd a galambot továbbengedi az üzenettel. Sárkány megkeresi Torontált, és elmondja neki gyanúját, hogy Sándor Mátyás gróf és barátai összeesküvést terveznek feltehetően a bécsi kancellária ellen. Torontált Sárkány azzal kecsegteti, hogy az összeesküvés leleplezői jutalmul megkapják az összeesküvők vagyonát. Torontál – mivel bankja nehéz helyzetben van – elgondolkodik Sárkány ajánlatán és segítséget ígér neki. Sárkány terve szerint elsősorban be kell jutni Szathmáry gróf villájába, hogy onnan megszerezhessék a rejtjeles üzenet kulcsát. A terv végrehajtása érdekében jó lehetőség adódik, hogy Sándor Mátyás gróf könyvelőt keres, és ebben Torontál segítségét kéri. Torontál Sárkányt ajánlja könyvelőnek, aki így be tud jutni a Szathmáry-házba. Egyik alkalommal összetalálkozik az ifjú Báthory gróffal Szathmáryéknál. A kisfiú felismeri Sárkányt. Ennek ellenére Sárkány és Torontál terve jól alakul. Sárkány megszerzi a titkosírás megfejtését tartalmazó rostélyt, és az üzenet tudomásukra jutását követően feljelentik Sándor Mátyás grófot és társait. Sándor Mátyást, Szathmáry Istvánt és Báthory Istvánt letartóztatja a bécsi kancellária. A Sándor Mátyás által letétbe helyezett összeget Torontál elsikkasztja, a gróf vagyonának másik felét zárolják leánya Száva 18 éves koráig, aki azután megörökli azt. Ennek tudatában a kapzsi Sárkány további tervet eszel ki a fennmaradó vagyon megszerzése érdekében. Az összeesküvőket halálra ítélik. Az ítélet végrehajtása előtt közös cellába kerülnek és Báthory István említést tesz Sárkányról, hogy valószínűleg Ő lehetett az áruló. Sándor Mátyásnak egyértelmű lesz, hogy ebben az esetben Torontál is ellenük fordult. Sándor Mátyás bosszút esküszik. A börtönből a villámhárítón keresztül szökést terveznek. Sándor Mátyásnak és Báthorynak sikerül is, Szathmáry grófot elfogják. A két szökevényt nagy erőkkel keresni kezdik. A várbörtön környékén 5000 forintos vérdíjat tűznek ki Sándor Mátyásra és társára.
- 3. rész:

A rejtőzködés közben eljutnak egy közeli városba, ahol Ferrato a halász és lánya befogadja őket, vacsorát adnak nekik és további szökésüket is segítik. Carpena, aki Ferrato lányát környékezte meg, meglátja a szökevényeket. Mivel Ferrato nagyon elutasítóan viselkedik Carpena iránt, a fiú bosszút forral, és feljelenti Ferratót, Sándor Mátyást és Báthoryt. Menekülés közben Ferratót megölik, Báthoryt pedig megsebesítik és elfogják a zsandárok. Sándor Mátyás elrejtőzik egy barlangba, ahová Mária – Ferrato lánya – élelmet és ruhát visz. Ezután egyedül folytatja útját. Mindeközben Szathmáry és Báthory grófokat kivégzik. Torontált elkezdi mardosni a lelkiismeret és feleségének bevallja, hogy milyen szörnyűséget követett el. Sándor Mátyás a hosszú idő óta tartó menekülés közben teljesen kimerül és a két francia vándormutatványos Pescade és Matifou találnak rá egy erdőben. Enni adnak neki, majd felajánlják, hogy kísérje el őket európai körútjukon. Mivel Magyarországot is érintik, Sándor Mátyás úgy dönt, hogy velük tart. Amikor Magyarországra érnek, egész pontosan Artenakba, – Sándor Mátyás birtokához – elbúcsúzik az útitársaitól és elindul, hogy magához vegye kislányát. A kislány nevelésével megbízott Lendeck és felesége szomorú hírt közöl Sándor Mátyással: a kislányt elrabolták. Sándor gróf teljesen összetörve elmenekül a birtokról, de a zsandárok üldözőbe veszik és elfogják. Közben Triesztbe is eljut a hír Torontálhoz, hogy a grófot elfogták. Sárkányt továbbra is foglalkoztatja Sándor Mátyás vagyonának másik fele, amely lányának 18 éves koráig zárolva van. Torontált megzsarolja, hogy ennek az összegnek a megszerzésében is nyújtson segítséget. Torontál nem tehet mást, segítséget ígér Sárkánynak, azonban annyira gyötri a lelkiismeret, hogy úgy dönt, elköltözik Dalmáciába, Raguza városába. Sárkány is elutazik, de megígéri Torontálnak, hogy jó pár év múlva vissza fog térni, hogy tervét végrehajtsa. Eközben Sándor Mátyás gróf a börtönbe szállítás közben kiszabadítja kezeit a bilincsből és beleveti magát a tengerbe... A történet 15 évvel később folytatódik Raguzában. Torontál lánya, Száva hazafelé sietve lovas fogatával elgázol egy fiatalembert, akit sérülése miatt hazavisz. Útközben beszélgetnek és megkedvelik egymást. Szávát Torontál kérdőre vonja a késésért, mire a lány elmeséli, hogy milyen balesetet okozott. Torontál meglepődve veszi tudomásul, hogy a lánya által elgázolt fiatalember Báthory Péter, gróf Báthory István fia. A Báthory név hallatára Torontált ismét gyötörni kezdi a lelkifurdalás. Raguza kikötőjében megjelenik a két vándormutatványos Pescade és Matifou. A kikötőbe váratlanul egy óriási gőzhajó a Savarena fut be, ami egy újonnan vízre bocsátott vitorláshajót majdnem kettévág, azonban Matifou rendkívüli erejének és lélekjelenlétének köszönhetően nem következik be a katasztrófa. A Savarena fedélzetéről éjszaka egy titokzatos ember - Dr. Antekirtt - sötét ruhában és kalapban partra száll...
- 4. rész:

Torontál kártérítésül – hogy lánya balesetet okozott – 500 forintot küld futár útján Báthory Péter részére, aki arisztokrata önérzetből személyesen visszaadja azt. A kellemetlen beszélgetés során Torontál megkéri Pétert, hogy többet ne találkozzon a lányával. A fiatalember tudomásul veszi az atyai intelmet, de nem ígér semmit. Pescade és Matifou éppen készülődnek továbbállni a kikötőből, amikor két egyenruhás matróz megkéri Őket, hogy menjenek velük dr. Antekirtthez. A két mutatványos csodálkozik, de kíváncsiságuk erősebb, így követik a két matrózt. Egy öbölbe érnek, ahol tengeralattjáróra szállnak. Dr. Antekirtt barátságosan üdvözli őket és a korábbi segítségükért – amit érte tettek – állást ajánl nekik. Pescade és Matifou azt gondolja, hogy a kikötőben történt esetet szeretné megköszönni a doktor, ami csak Matifounak köszönhető. Dr. Antekirtt ajánlatát a két vándor mutatványos elfogadja. Eközben Báthory Péter és Száva titokban a templomban találkoznak, és egyre jobban megkedvelik egymást. Pescade első feladata, hogy szerezzen információkat Báthory Péterről és családjáról, valamint Torontál Simonról. Pescade feladatát jól ellátva mindent megtud a figyelt személyekről és beszámol róla Antekirttnek. A doktor ezután ellátogat Báthorynéhoz, aki visszaadja neki azt az ezer forintot, melyet évekkel ezelőtt postán kapott tőle, mivel nem ismeri a doktort. Antekirtt elmondja, hogy évekkel ezelőtt jó barátja volt Báthory István grófnak, Szathmáry István grófnak és Sándor Mátyás grófnak. Mivel a pénzt Báthoryné visszaadja, Antekirtt állást ajánl Péternek, és kéri Báthorynét, küldje el hozzá a fiát. Eközben Torontált nagyon felizgatja dr. Antekirtt megjelenése, Raguzában mindenki róla beszél. Torontált foglalkoztatja az is, hogy a doktor miért volt Báthorynénál. Torontált felesége megpróbálja meggyőzni, hogy 15 évvel korábbi „botlását” most helyre hozhatja azzal, ha engedi Szávát találkozni Péterrel. Torontál ellenzi az ötletet, mert még mindig fél Sárkánytól. Azonban felesége ötletét felhasználva úgy próbál információt szerezni Antekirttről, hogy engedi lányát találkozni Báthoryval. A fiatalok nem tudnak Torontál aljas szándékáról, és boldogan találkozgatnak a városban. Azonban figyeli őket Sárkány kémje, Namír, és veszélyt érezve egyszavas táviratot küld a Szicíliában lévő Sárkány részére: GYERE. Péter felkeresi dr. Antekirttet, aki személyesen is állást ajánl neki, azzal a feltétellel, hogy bárhová megy a világban mindenhová vele kell tartania. Péter elbizonytalanodik, mert Raguzában van a szerelme, de a nagy vagyoni különbség miatt nem meri megemlíteni édesanyjának. Dr. Antekirtt megígéri Péternek, hogy beszél a lány szüleivel, de mikor megtudja, hogy Torontál Simon Száva apja, hirtelen indulatok ébrednek benne, és Péternek megígéri, hogy elgondolkodik azon, amit korábban ajánlott. Péter édesanyjának is megemlíti Szávával való kapcsolatát, illetve dr. Antekirtt jóságát, azonban anyja nem tudja mire vélni ezt. Hirtelen döntéstől vezérelve Antekirtt kihajózik Raguzából és Matifou-t megbízza, hogy figyelje Báthoryt, mert ha elérkezik az idő, táviratban értesítést küld, hogy a fiút rabolja el a saját érdekében. Péter nagyon csalódott lesz, mikor megtudja, hogy kihajózott a Savarena, mert nem számított arra, hogy Antekirtt nem állja a szavát. A Földközi-tenger déli partján köt ki az Elektric nevű tengeralattjáróval Antekirtt, majd Pescade-dal partra száll. A szállodában dr. Antekirtt felismeri Sárkányt, akit követni kezd, és Pescade akrobatikus ügyességének köszönhetően még ki is hallgatja Sárkány és Namir beszélgetését. Ennek tudatában úgy dönt, hogy visszatérnek Raguzába és nem raboltatja el Báthory Pétert, mivel Sárkány és Torontál Száva házassága már okafogyottá teszi Péter „megmentését”. Sárkány megjelenik Torontálnál, és számon kéri rajta a 15 évvel azelőtt tett ígéretét, hogy segít neki megszerezni Sándor Mátyás gróf vagyonának másik felét. Ez csak úgy lehetséges, hogy a 18. életévét betöltött lányt feleségül veszi. Torontál, Sárkány zsarolásának engedve odaígéri Szávát – aki eredetileg Sándor Mátyás lánya, és csak nevelte Torontál – hogy így megoldódni látszik Sándor Mátyás vagyona másik felének megszerzése. Száva, amikor megtudja, hogy Torontál férjhez adja, magából kikelve tiltakozik apja szándéka ellen. Torontálné ismét csalódott férjében, mert neki is most világosult meg, hogy férje Sárkánnyal 15 évvel azelőtt milyen aljas tervet eszelt ki. Az esküvőt július 7-re tűzték ki, amit megtudott Bátory Péter is, és végtelenül csalódott lett. Úgy érzi összecsaptak feje felett a hullámok, mert szerelmében is, és jótevőjének hitt dr. Antekirttben is csalódott. Édesanyja vígasztalni próbálja, de Péter elmegy otthonról. Késő éjszaka véresen viszik haza Pétert és egy tőrt adnak át anyjának, hogy az volt a fiú kezében, amikor megtalálták. Mindenki azt gondolja, hogy öngyilkosságot követett el. Az orvosok nem sok jóval biztatják Báthorynét. Ekkor megjelenik dr. Antekirtt és hipnózissal tetszhalál állapotot idéz elő Péternél, azonban anyjának azt mondja, hogy fia meghalt.
- 5 rész:

|  | Itt a vége a cselekmény részletezésének! |

## Érdekességek
A Báthory Pétert alakító Jaques Breuer és a Szávát játszó Sissy Höfferer a forgatás alatt összeismerkedett egymással és nem sokkal azután egybekeltek. Házasságuk 1990-ben válással végződött.